# Carex yulungshanensis
Carex yulungshanensis ist eine Pflanzenart aus der Gattung der Seggen (Carex) innerhalb der Familie der Sauergrasgewächse (Cyperaceae).

## Beschreibung

### Vegetative Merkmale
Carex yulungshanensis wächst als ausdauernde krautige Pflanze und erreicht Wuchshöhen von bis zu 50 Zentimetern. Sie wächst in dichten Büscheln. Die weichen, geschmeidigen und dünnen Stängel sind dreikantig und kahl. Die 1 bis 2 Millimeter breiten, kahlen Laubblätter sind flach oder am Rand eingerollt und fallen kürzer als die Stängel aus, die basalen überdauernden Hüllrohre sind dunkel-braun.

### Generative Merkmale
Carex yulungshanensis ist einhäusig getrenntgeschlechtig (monözisch). Die Tragblätter sind kürzer als die fünf bis sechs ährigen Blütenstände und mit langen Hüllrohren versehen. Die Ähren sind einzeln- und entfernt stehend, lang-zylindrisch und 30 bis 40 Millimeter lang sowie 3 bis 4 Millimeter breit. Die abschließenden Blütenstände haben einen oder zwei Zweige, der männliche Teil ist deutlich länger als der weibliche. Verzweigte Ähren entspringen einem Vorblatt mit einer voll entwickelten weiblichen Blüte. Die männlichen Teile der seitlichen Ähren sind viel kürzer und besitzen nur wenige Blüten, während der weibliche Teil dicht mit zahlreichen Blüten besetzt ist. Die Blütenstängel der Ähren sind dünn, die untersten werden bis zu 20 Zentimeter lang, die obersten kürzer. Die häutigen männlichen Spelzen sind violett-braun, länglich-lanzettförmig, 4 bis 4,5 Millimeter lang und besitzen eine ausgeprägte Spitze. Die weiblichen Spelzen sind seitlich violett-braun, mittig grün und länglich. Sie messen 3,5 bis 4 Millimeter, besitzen drei Adern, durchscheinende Ränder und eine runde, hervorstehende Spitze. Das papierartige Vorblatt ist gelblich-grün, filzig, eiförmig bis lanzettlich, stumpf dreikantig und 3,5 bis 4 Millimeter lang. Seitlich weist es zwei, abaxial keine feine Adern auf. Seine Basis verjüngt sich zu einem kurzen Stiel, die Spitze unvermittelt zu einem kurzen Schnabel. Die Mündung des Vorblatts ist gekappt. Das reife Nüsschen ist länglich-eiförmig und 2,2 bis 2,5 Millimeter groß, hat eine ungestielte Basis und kein zugespitztes Ende. Der Griffel ist basal leicht verdickt und endet in drei Narben. Die flache Rachilla misst etwa 0,3 Millimeter.

## Vorkommen
Carex yulungshanensis ist ein Endemit im nordwestlichen Yunnan nahe Lijiang.
Carex yulungshanensis gedeiht in Höhenlagen von 3900 bis 4300 Metern in Bergwiesen und auf Geröllfeldern des östlichen Himalayas.

## Systematik
Die Erstbeschreibung von Carex yulungshanensis erfolgte 1990 durch Li Peiqiong in Acta Bot. Yunnan. Volume 12, Seite 138.
Die Art Carex yulungshanensis gehört zur Sektion Mundae in der Gattung Carex.